# حديث مسند
الحديث المسند هو الذي اتصل إسناده من راويه إلى منتهاه وأكثر ما يستعمل ذلك فيما جاء عن النبي محمد صلى الله عليه وسلم  دون ما جاء عن الصحابة  وغيرهم.

## مثال المسند
ذكر (أبو عمر بن عبد البر الحافظ): أن المسند ما رفع إلى النبي صلى الله عليه وسلم  خاصة.
- وقد يكون متصلا مثل: مالك عن نافع عن ابن عمر عن النبي محمد صلى الله عليه وسلم .
- وقد يكون منقطعا مثل: مالك عن الزهري عن ابن عباس عن النبي محمد صلى الله عليه وسلم .

فهذا مسند لأنه قد أسند إلى النبي محمد صلى الله عليه وسلم  وهو منقطع لأن الزهري لم يسمع من ابن عباس.